# 鸟巢菌目
鸟巢菌目（学名：Nidulariales）为腹菌纲的一个目。担子果很小，像小巧微缩的鸟巢而得名。

## 下级分类
本目包括以下科：
- 弹球菌科 Sphaerobolaceae
- 鸟巢菌科 Nidulariaceae